# Over the Top
Over the Top är en amerikansk film från 1987.

## Handling
Lincoln Hawks ex-fru är döende och ber honom ta hand om deras tolvårige son. Pojkens morfar gillar inte att Mike tar med honom i lastbilen. Far och son lär känna varandra och åker till Las Vegas där Lincoln ställer upp i en tävling i armbrytning.

## Om filmen
Inspelningarna började 9 juni och avslutades i augusti 1986 i Las Vegas, Monument Valley, Los Angeles och Claremont. Den hade världspremiär i New York den 12 februari 1987 och svensk premiär i Stockholm, Göteborg och Malmö den 17 april samma år. Åldersgränsen är 15 år.

## Rollista (urval)
- Sylvester Stallone - Lincoln Hawk
- Robert Loggia - Jason Cutler
- Susan Blakely - Christina Hawk
- Rick Zumwalt - Bob "Bull" Hurley
- David Mendenhall - Michael Hawk
- Chris McCarty - Tim Salanger
- Terry Funk - Ruker

## Musik i filmen
- Winner Takes It All, skriven av Giorgio Moroder och Tom Whitlock, framförd av Sammy Hagar och Edward Van Halen
- Meet Me Half Way, skriven av Giorgio Moroder och Tom Whitlock, framförd av Kenny Loggins
- In This Country, skriven av Giorgio Moroder och Tom Whitlock, framförd av Robin Zander
- Take It Higher, skriven av Giorgio Moroder och Tom Whitlock, framförd av Larry Greene
- All I Need Is You, skriven av Giorgio Moroder och Tom Whitlock, framförd av Big Trouble
- Bad Nite, skriven av Peter Schless och Frank Stallone, framförd av Frank Stallone
- Gypsy Soul, skriven av Giorgio Moroder och Tom Whitlock, framförd av Asia
- The Fight, skriven och framförd av Giorgio Moroder
- Mind Over Matter, skriven av Giorgio Moroder och Tom Whitlock, framförd av Larry Greene
- I Will Be Strong, skriven av Giorgio Moroder och Tom Whitlock, framförd av Eddie Money

## Utmärkelser
- 1988 - ASCAP Award - Mest framförda sång från spelfilm - Giorgio Moroder och Tom Whitlock för Meet Me Half Way
- 1988 - Razzie - sämsta nya stjärna, David Mendenhall
- 1988 - Razzie - sämsta manliga biroll, David Medenhall
- 1988 - Young Artist Award - bästa familjespelfilm, drama